# Wolfskind
Als Wolfskinder oder wilde Kinder bezeichnet man Kinder, die in jungen Jahren eine Zeit lang isoliert von anderen Menschen aufwuchsen und sich deshalb in ihrem erlernten Verhalten von normal sozialisierten Kindern unterscheiden. Manche Wolfskinder sollen von Tieren, etwa Wölfen, Hunden oder Bären, adoptiert worden sein und bei ihnen gelebt haben (Meyers Großes Taschenlexikon in 24 Bänden von 1983 etwa bezeichnet nur solche „wilden“ Kinder als Wolfskinder). Die meisten Berichte über solche Fälle werden jedoch von der Wissenschaft angezweifelt.

## Wissenschaftliche Hintergründe

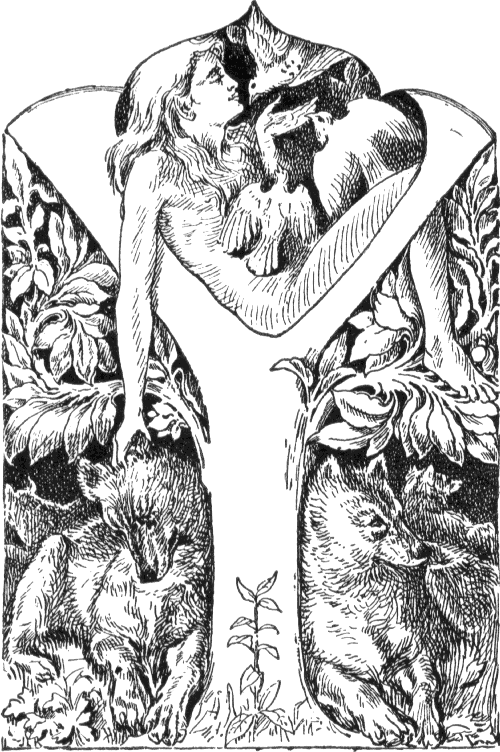
Illustration von J. Lockwood Kipling, 1895

Es gibt zahlreiche Geschichten und Legenden über Wolfskinder, jedoch konnte die Wissenschaft bisher nur einige wenige reale Fälle studieren. Seit der Mitte des 14. Jahrhunderts sind mindestens 53 wilde Kinder beschrieben worden (sieht man einmal von der Dokumentation der preußischen Wolfskinder ab). Die Berichte stammen stets aus zweiter Hand und nicht von den Augenzeugen selbst. Um die wenigen Fakten herum wuchsen phantasievolle Ausdeutungen. Die in den historischen ebenso wie in manchen gegenwärtigen Quellen geschilderten Fälle setzen eine gewisse Leichtgläubigkeit beim Leser voraus. Hinsichtlich ihrer Typologisierung besteht ein Zusammenhang mit den im Aberglauben des christlichen Mittelalters verbreiteten Wechselbälgen. Beide Mal handelte es sich um die vermeintliche Erklärung von Behinderungen mit unter anderem den folgenden Merkmalen: eine bestimmte Form von Schwachsinn, fehlende Sprache und Erinnerungsvermögen, ein leerer oder rastlos umherschweifender Blick, anormale Bewegungsmuster und tierische Essgewohnheiten.
Im 18. Jahrhundert prägte der schwedische Naturwissenschaftler Carl von Linné den Terminus des „Homo ferus“, des wilden Menschen, der sich wie ein Tier benahm, in der Regel auf allen vieren lief, nicht sprechen konnte und stark behaart war. Als dieser Begriff geprägt wurde, wandelte sich auch die Einstellung gegenüber den wilden Menschen. Wollte zum Beispiel der Mythos von der Gründung Roms mit der Aufzucht von Romulus und Remus durch eine Wölfin noch die wunderbare Herkunft der Helden unterstreichen, galten später wilde Kinder als Unheilsboten (zum Beispiel in einer Meldung über ein 1631 bei Southampton aufgefundenes Kind) und als Objekte höfischer Schaulust, so verdanken sie seit der Aufklärung ihre Aufmerksamkeit einem gelehrten Publikum und einer neu entstehenden Öffentlichkeit für anthropologische und pädagogische Fragen. Dass der Mensch nur im Schoße der Gesellschaft den hervorragenden Platz finden kann, der ihm von der Natur zugedacht ist, und ohne Zivilisation eines der schwächsten und unverständigsten Tiere sei, war beispielsweise die Grundauffassung des Arztes und Pädagogen Jean Itard, die er in einem ersten Gutachten über Victor von Aveyron (1797 erstmals gesichtet und später gefangen) äußerte. Itard verteidigte seine Meinung auch dann noch gegen alle Einwände, als die Versuche, Victor vollends in die menschliche Gesellschaft einzugliedern, weitgehend fehlgeschlagen waren.

## Linnés „Homo ferus“
Mit der 10. Auflage von Systema Naturae (1758) begann Carl von Linné in seine Systematik des Menschen eine Gruppe aufzunehmen, die er als „tetrapus, mutus, hirsutus“ (laufen auf allen Vieren, können nicht sprechen, sind von Fell bedeckt) charakterisierte und die sich durch ihr Verhalten und Aussehen von anderen Menschen unterschieden:

## Bekannte Fälle
| Name                           | Jahr                                    | Fundalter             | Ort                                         | weitere Entwicklung nach der Entdeckung | Anmerkung                                      |
| ------------------------------ | --------------------------------------- | --------------------- | ------------------------------------------- | --- | ---------------------------------------------- |
| Hessischer Wolfsjunge          | 1344/1544                               | 3 Jahre               | Hessen                                      | | juvenis lupinus hessensis                      |
| Wetterauer Wolfsjunge          | 1344/1544                               | 12 Jahre              | Wetterau                                    | | [ 5 ]                                          |
| Bamberger Rindsjunge           | beschrieben 1591 von Philipp Camerarius |                       | Bamberg                                     | | juvenis bovinus bambergensis                   |
| Irischer Schafsjunge           | beschrieben 1652 von Nicolaes Tulp      | ?                     | Irland                                      | | juvenis ovinus hibernus                        |
| Litauischer Bärenjunge         | 1661                                    |                       | Litauen                                     | | juvenis ursinus lithuanus                      |
| Zweites litauisches Bärenkind  | 1694                                    | 10 Jahre              | Litauen                                     | | juvenis ursinus lithuanus                      |
| Drittes litauisches Bärenkind  | ?                                       | 12 Jahre              | Litauen                                     | | juvenis ursinus lithuanus                      |
| Mädchen von Overijssel         | 1711                                    | ?                     | damalige niederländische Provinz Overijssel | | puella transisalana                            |
| Mädchen von Kranenburg         | 1717                                    | 19 Jahre              | Kranenburg (Overijssel), Provinz Overijssel | | Puella Transisalana                            |
| Zwei pyrenäische Jungen        | 1719                                    | ?                     | Pyrenäen                                    | | pueri pyrenaici                                |
| Wilder Peter von Hameln        | 1724                                    | 12 Jahre              | Hameln                                      | erlernte nie das Sprechen, lachte nie und zeigte absolute sexuelle und finanzielle Gleichgültigkeit; war musikalisch interessiert, konnte unterrichtet werden und verrichtete verschiedene Aufgaben, litt möglicherweise unter dem genetisch bedingten Pitt-Hopkins-Syndrom | juvenis hannoverianus                          |
| Marie-Angélique Memmie LeBlanc | 1731                                    | 19 Jahre              | Châlons-en-Champagne                        | lernte französisch zu sprechen und zu schreiben | puella campanica                               |
| Lütticher Hans                 | ?                                       | 21 Jahre              | Lüttich                                     | | Johannes Leodicensis                           |
| Tomko von Zips                 | 1767                                    | ?                     | Ungarn                                      | | [ 5 ]                                          |
| Bärenmädchen von Krupina       | 1767                                    | 10 Jahre              | Komitat Hont                                | | puella karpfensis                              |
| Victor von Aveyron             | 1797                                    | 9 Jahre               | Aveyron                                     | lernte einfache Haushaltstätigkeiten zu verrichten und menschliche Regungen zu zeigen, sowie einige Worte zu schreiben | juvenis averionensis                           |
| Johannes Seluner               | 1828                                    | 16 Jahre              | Toggenburg (Schweiz)                        | | Wurde bei einer Höhle in den Alpen aufgefunden |
| Schweinemädchen von Salzburg   | ?                                       | 22 Jahre              | Salzburg                                    | | [ 5 ]                                          |
| Kind von Husanpur              | 1843                                    | ?                     | Husanpur                                    | | [ 5 ]                                          |
| 1. Kind von Sultanpur          | 1843                                    | ?                     | Sultanpur                                   | | [ 5 ]                                          |
| 2. Kind von Sultanpur          | 1848                                    | ?                     | Sultanpur                                   | | [ 5 ]                                          |
| Kamala und Amala               | 1920                                    | 9 Jahre und 18 Monate | Medinipur                                   | Amala starb bald nach ihrer Entdeckung; Kamala lernte aufrecht zu gehen und einige Worte zu sprechen |                                                |
| Isabelle                       | 1938                                    | 6 Jahre               | Ohio                                        | erreichte mit achteinhalb Jahren den normalen Entwicklungsstand eines Kindes dieses Alters |                                                |
| Anna                           | 1938                                    | 6 Jahre               | Pennsylvania                                | war mit neun Jahren auf dem Entwicklungsstand einer Zweijährigen |                                                |
| Genie                          | 1970                                    | 13 Jahre              | Los Angeles County                          | weiterhin schwer behindert |                                                |
| Andrei und Vanya               | 1967                                    | 7 Jahre               | Tschechische Republik                       | holten ihren Rückstand auf, besuchten eine technische Hochschule und gingen qualifizierten Tätigkeiten nach, beide sind verheiratet, haben Kinder und werden als normal entwickelt beschrieben                                                                              | [ 15 ]                                         |
| Oxana Malaya                   | 1991                                    | 8 Jahre               | Nowaja Blagoweschtschenka, Ukraine          | | [ 16 ]                                         |
| Victoria Barr                  | 1997                                    | 9 Jahre               | Austin, USA                                 | lernte nie zu sprechen, lernte jedoch in Zeichensprache zu kommunizieren | ahmte Ratten nach                              |
| Iwan Mischukow                 | 1998                                    | 6 Jahre               | Retowa, Russland                            | konnte in die Gesellschaft integriert werden | von Hunden aufgezogen                          |
| Andrej Tolstyk                 | 2004                                    | 7 Jahre               | Bespalowskoja, Russland                     | | von Hunden aufgezogen                          |
| Rochom P'ngieng                | 2007                                    | 27 Jahre              | Oyadao, Kambodscha                          | | [ 20 ]                                         |
| Natascha Michailowa            | 2009                                    | 5 Jahre               | Tschita, Russland                           | | nahm hundeähnliches Verhalten an               |

## Literarische Wolfskinder
In Sage und modernerer Belletristik werden viele Wolfskinder beschrieben, denen die tierische Aufzucht zum Vorteil ausschlug. Seit der Aufklärung ist vor allem Jean-Jacques Rousseaus Konzept des Edlen Wilden für diese Vorstellung ursächlich.
Bereits in der mythischen Vorgeschichte Roms werden Romulus und Remus von einer Wölfin (lupa) gesäugt. Auch im Abstammungsmythos der frühen Türken findet sich eine ähnliche Geschichte mit dem Namen Asena-Legende; hier soll ein Junge der letzte Überlebende seines Stammes gewesen und von Wölfen aufgezogen worden sein. Auch Wolfdietrich, Protagonist des gleichnamigen mittelhochdeutschen Heldenepos, verlebt Teile seiner Kindheit in der Obhut von Wölfen. Beide Protagonisten in Valentin und Namelos werden als Kinder ausgesetzt, wobei letzterer je nach Erzählvariante von einem Wolf oder Bären großgezogen wird; beide haben als Erwachsene überragende Kraft. Ähnliches wird von den slowakischen Recken Waligor und Wyrwidub berichtet.
Eine berühmte moderne literarische Figur ist der von Wölfen aufgezogene Mowgli  aus dem Dschungelbuch (1894, 1895) von Rudyard Kipling. Tarzan von Edgar Rice Burroughs von 1912 ist eine bis heute sehr populäre Gestalt in der literarischen Tradition des Helden, der bei wilden Tieren zu einem fähigeren und besseren Menschen wird.